# Ludwik Hencel
Ludwik Hencel (zm. 1 stycznia 1980) – polski kierowca, Sprawiedliwy wśród Narodów Świata

## Życiorys
W różnych okresach okupacji niemieckiej mieszkanie Ludwika Hencla w centrum Warszawy służyło jako schronienie dla uciekinierów z getta. Hencel zaopatrywał w żywność także przebywających w jego mieszkaniu Żydów, utrzymywał ich morale i znajdował dla nich bezpieczne kryjówki w mieście i jego okolicach, w tym u jego starszych rodziców. Ponieważ Hencel pracował jako kierowca i przez większość dnia przebywał poza domem, jego syn Roman stał się aktywnym partnerem w akcji ratunkowej. Wśród Żydów, którym Hencel i jego syn pomagali byli: Michał Warth i jego żona, prawniczka Nasybirska i jej mąż oraz rodziny Papierbuchów i Tykocińskich.
26 listopada 1963 r. Jad Waszem uznał Ludwika Hencla za Sprawiedliwego wśród Narodów Świata. Jego syn Roman został razem z nim uhonorowany tym odznaczeniem.